# Mikrí Miliá
Mikrí Miliá, en  : Μικρή Μηλιά, est un village du dème de Pýdna-Kolindrós, de Macédoine-Centrale en Grèce.
Selon le recensement de 2011, la population du village s'élève à 32 habitants.